# تاكويا إيشيدا
تاكويا إيشيدا (باليابانية: 石田 卓也) هو ممثل ياباني، ولد في 10 فبراير 1987 بكيتاناغويا في اليابان.

## أعمال

### أفلام
- (2006) الفتاة التي قفزت عبر الزمن

## وصلات خارجية
- تاكويا إيشيدا على موقع IMDb (الإنجليزية)
- تاكويا إيشيدا على موقع ألو سيني (الفرنسية)
- تاكويا إيشيدا على موقع أول موفي (الإنجليزية)
- تاكويا إيشيدا على موقع قاعدة بيانات الفيلم (الإنجليزية)
- تاكويا إيشيدا على موقع كينوبويسك (الروسية)